# Marca de Zeitz

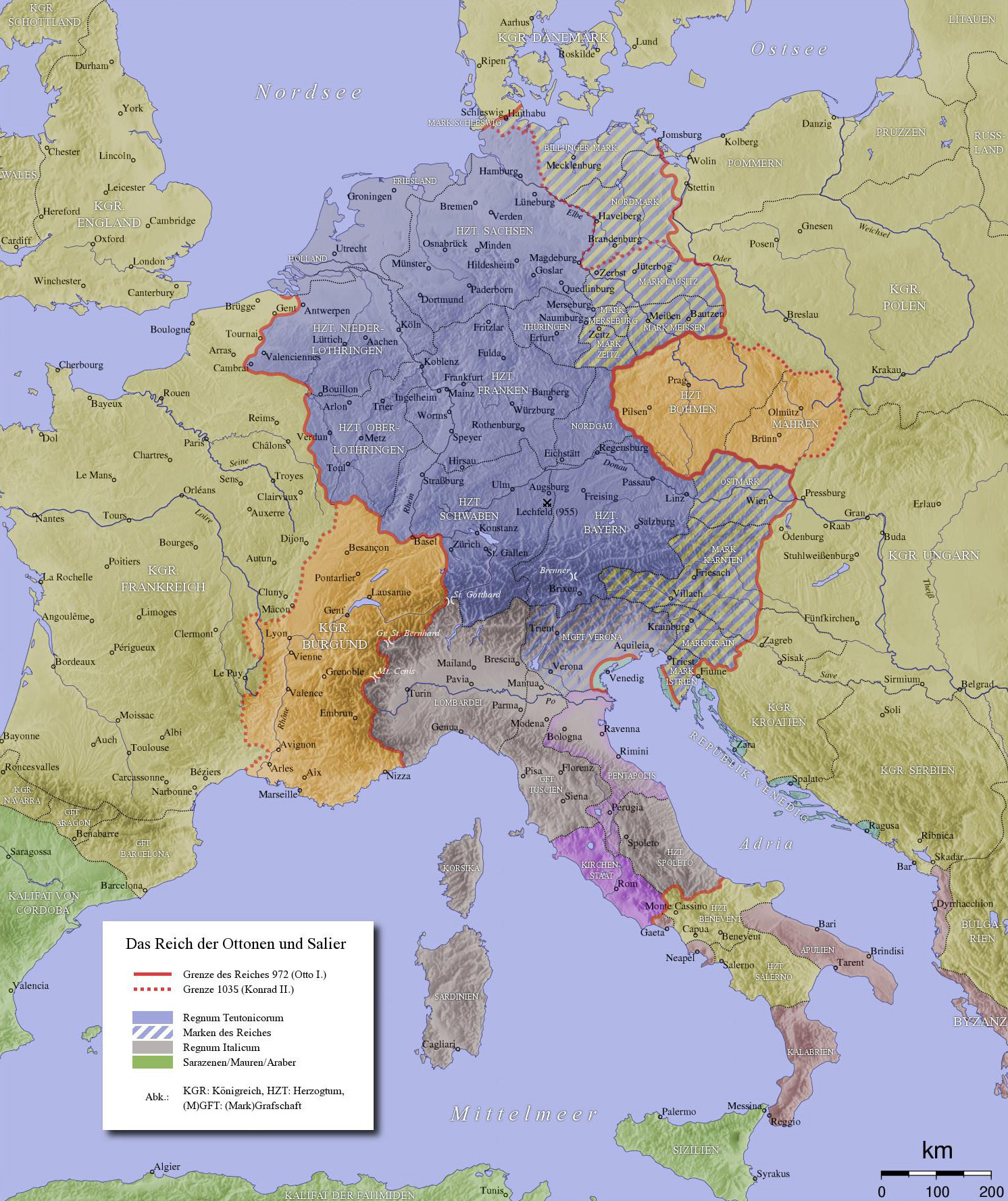
L'Imperi Otonià, amb la marca de Zeitz i altres al.

La marca de Zeitz (alemany Mark Zeitz) fou una jurisdicció feudal de frontera del Sacre Imperi Romanogermànic, creada per divisió de la Marca Geronis el 965, feta per l'emperador Otó I a la mort de Geró el Gran.
La seva capital era Zeitz. El seu primer i únic marcgravi fou Wigger de Zeitz. El 982, Zeitz fou reunida amb la marca de Meissen i la marca de Merseburg sota Ricdag, que així temporalment va reunir tot el sud de l'antiga marca Geronis, no incloent però ni la marca del Nord ni la Marca Oriental de Saxònia. El 983, Zeitz fou envaïda pels sòrabs i el territori de la marca va caure en mans dels eslaus. No obstant això, la marca de Zeitz, junt amb la posterior Marca de Lusàcia (la part de l'alta Lusàcia), fou una divisió interna de la marca de Meissen durant el regnat de l'emperador Enric II.